# The Great Lie

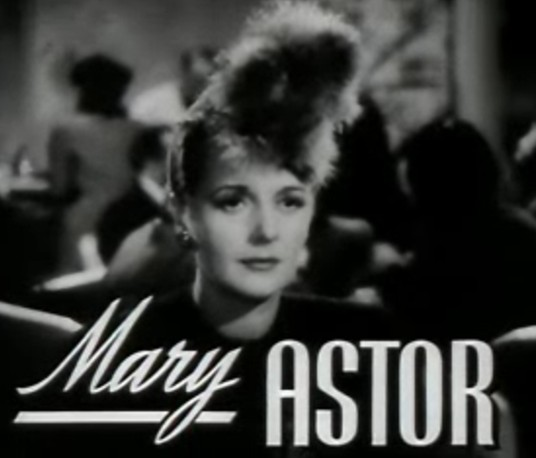
Mary Astor in The Great Lie

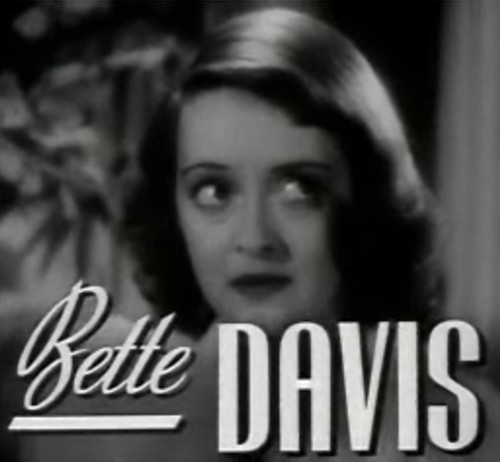
Bette Davis in The Great Lie

The Great Lie, in Nederland bekend onder de titel Het verloren spel, is een film uit 1941 onder regie van Edmund Goulding. De film is gebaseerd op het boek The Far Horizon van Polan Banks.
De film kreeg een keuring van "18 jaar en ouder", met als toelichting erbij: "De mogelijkheid in dronkenheid een huwelijk te sluiten, hetgeen blijkbaar in Amerika kan voorkomen, kan verwarrend werken op pubers."
Mary Astor won een Academy Award voor Beste Vrouwelijke Bijrol voor haar rol in de film.

## Verhaal
Wanneer Pete ontdekt dat zijn huwelijk onwettig verklaard is, vertrekt hij naar een vriendin. Er bloeit tussen hen een romance op, wat zijn "vrouw" niet bevalt. Hij verkiest uiteindelijk zijn vriendin boven zijn "vrouw". Echter, als er een bericht binnenkomt dat zijn vliegtuig is neergestort, verandert dit alles. Zo wil zijn nieuwe verloofde nu de voogdij over de zoon van zijn "vrouw" en blijkt Pete nog te leven.

## Rolverdeling
| Acteur          | Personage                  |
| --------------- | -------------------------- |
| Bette Davis     | Maggie Patterson Van Allen |
| George Brent    | Peter 'Pete' Van Allen     |
| Mary Astor      | Sandra Kovak               |
| Lucile Watson   | Aunt Ada Greenfield        |
| Hattie McDaniel | Violet                     |